# Валя Ахчиева
Валя Ахчиева е българска журналистка и телевизионна водеща от Българската национална телевизия и авторка на предаването „Открито“ от 1994 година. Тя е единственият български журналист, награден с престижната награда на Глобалния алианс за защита на детското здраве и хранене.

## Биография
Родена е на 23 април 1961 година в град Севлиево. Има повече от 10 години стаж в БНТ. Била е главен редактор на Главна редакция „Актуални предавания“ и програмен директор на БНТ. Публикува видеа от тип разследваща журналистика в онлайн видео плаформата Ютюб.